# Julius Herman Boeke
Julius Herman Boeke (Wormerveer, 15 november 1884 - Leiden, 9 januari 1956) was een Nederlands econoom en rechtsgeleerde. Hij was verbonden als hoogleraar aan de Universiteit Leiden. Hij legde zich toe op het staatsrecht en Nederlands-Indië.

## Biografie
Boeke werd geboren in Wormerveer als zoon van Izaäk Herman Boeke, een doopsgezinde predikant. Enige jaren later verhuisde hij naar Amsterdam waar hij zowel zijn lagere- als middelbareschooltijd doorbracht. Hij slaagde in 1903 voor zijn eindexamen aan het Barlaeus Gymnasium waarna hij aan de faculteit der letteren van de Gemeentelijke Universiteit studeerde. Hij slaagde hier in 1906 voor kandidaatsexamen waarna hij overstapte naar een studie rechten waar hij binnen acht maanden voor ditzelfde examen slaagde. Uiteindelijk legde hij in 1909 het doctoraalexamen af en in 1910 promoveerde hij in Leiden op het proefschrift Tropisch-koloniale staathuishoudkunde met Cornelis van Vollenhoven als promotor. In zijn proefschrift beschrijft hij hoe de Indische bevolking afwijkend reageert op economische prikkels die vanuit het westen komen.
Op 1 september 1910 reisde hij als ambtenaar (ter beschikking gesteld aan de Gouverneur-Generaal) af naar Nederlands-Indië, niet wetende waar hij precies te werk gesteld werd. Hij kwam bij de Algemeene Secretarie te werken. Hij werkte daar voor enkele maanden waarna hij overstapte naar het Gymnasium Willem III in Batavia waar hij als leraar staatsinrichting en staathuishoudkunde aan de slag ging. In 1914 kreeg hij een functie als waarnemend adviseur voor het Volkskredietwezen toebedeeld en in 1919 werd hij gepromoveerd tot adviseur. Dit was toentertijd de hoogste functie bij het Volkskredietwezen. Tevens kreeg hij dat jaar een functie als gewoon hoogleraar koloniale staathuishoudkunde aan de Nederlandsche Handels-Hoogeschool en een functie als buitengewoon hoogleraar tropisch-koloniale staathuishoudkunde aan de Universiteit Leiden aangeboden. Hij bedankte voor beide functies. In 1924 kreeg hij een leerstoel aan de Rechtshogeschool van Batavia aangeboden met als leeropdracht staathuishoudkunde en statistiek. Hij gaf zijn eerste colleges gedurende het studiejaar 1926/1927 maar het jaar erop reisde hij af naar India om vervolgens terug te keren naar Nederland.
In 1929 bood de Universiteit Leiden hem opnieuw een hoogleraarschap aan, dat hij accepteerde. Deze keer ging het om een volledig hoogleraarschap met als leeropdracht tropische koloniale staathuishoudkunde. Het jaar erop pleitte hij tijdens zijn oratie voor de invoer van een dualistisch economisch systeem in Nederlands-Indië. Hij bepleitte tijdens deze rede dat de westerse theoretische economie niet toepasbaar was op Aziatische dorpsgemeenschappen. Tijdens zijn eerste jaren als hoogleraar kon hij zich ongestoord op de wetenschap richten en hij breidde zijn onderzoeksveld uit naar Japan en India. In 1940 werd zijn werk Indische Economie (in 1951 hernoemd naar Economie van Indonesië) gepubliceerd.
Toen de Tweede Wereldoorlog aanbrak nam Boeke deel aan het Leidse verzet. In 1941 publiceerde hij zijn werk Nationaal socialistische staathuishoudkunde waarin de Nationaal Socialistische Beweging op vernietigende wijze bekritiseerd wordt. Vanwege deze publicatie werd hij ontslagen en gedeporteerd naar het strafkamp Buchenwald. In 1945 kwam hij weer vrij waarna hij opnieuw aangesteld werd als hoogleraar. Na de oorlog reisde hij weer af naar Indonesië, ditmaal om mee te helpen met de wederopbouw van de Universiteit van Indonesië. Hij moest hiermee stoppen vanwege een aanrijding die er tevens voor zorgde dat hij voor jaren invalide was en moest terugkeren naar Leiden. Hij hervatte zijn werkzaamheden aan de Universiteit Leiden. Gedurende het studiejaar 1951/1952 vervulde hij de functie van rector magnificus. Uiteindelijk ging hij in 1955 officieel met emeritaat. Omdat er geen opvolger was accepteerde hij toch weer een nieuwe leeropdracht. Het jaar erop, in 1956 kwam hij op 9 januari na een kort ziekbed te overlijden.

## Publicaties (selectie)
- Tropisch-koloniale staathuishoudkunde. Het probleem. Amsterdam 1910
- Coöperatie in Britsch-Indië. Weltevreden 1929
- Dualistische economie. Leiden 1930
- Crediet-coöperatie Boemipoetera. Batavia 1931
- Les Indes Néerlandaises et la crise. Brussel 1933
- Dorp en desa. Leiden 1934
- Indische economie. Haarlem 1940, 1947
- The structure of Netherlands Indian economy. New York 1942, 1946. 1983
- The evolution of the Netherlands Indies economy. New York 1946
- Oosterse economie. Den Haag 1946, 1955
- The interests of the voiceless Far East : introduction to oriental economics. Leiden 1948
- Ontwikkelingsgang en toekomst van bevolkings- en ondernemingslandbouw in Nederlands-Indië. Leiden 1948
- Agrarische hervormingen in het verre Oosten. Amsterdam 1951
- Economie van Indonesië. Haarlem, 3. druk. 1951; 4. druk. 1953, 5. druk. 1955
- Economics and economic policy of dual societies, as exemplified by Indonesia. Haarlem 1953
- Western influence on the growth of Eastern population. Geneve 1954